# Суйсянь (Шанцю)
Суйся́нь (кит. упр. 睢县, пиньинь Suī xiàn) — уезд городского округа Шанцю провинции Хэнань (КНР). Уезд назван в честь реки Суйшуй.

## История
При империи Цинь был создан уезд Сянъи (襄邑县). При империи Сун уезд был повышен в статусе, став областью Гунчжоу (拱州); властям области подчинялось 5 уездов. После того, как эти места были захвачены чжурчжэнями и вошли в состав империи Цзинь, область Гунчжоу была переименована в Суйчжоу (睢州). При империи Мин в 1378 году область была понижена в статусе, став уездом Суйсянь, но в 1383 году вновь повышена в статусе до области, и даже стала «непосредственно управляемой» (то есть подчинялась непосредственно властям провинции, минуя промежуточное звено в виде управы); области подчинялись уезды Каочэн и Чжэчэн. Впоследствии эти уезды были выведены из подчинения властям области, и она стала «безуездной». После Синьхайской революции в Китае была проведена реформа структуры административного деления, и в 1913 году области были упразднены; область Суйчжоу была преобразована в уезд Суйсянь.
В марте 1949 года был образован Специальный район Шанцю (商丘专区), и уезд вошёл в его состав. В декабре 1958 года Специальный район Шанцю был присоединён к Специальному району Кайфэн (开封专区), но в 1961 году был воссоздан . В 1968 году Специальный район Шанцю был переименован в Округ Шанцю (商丘地区).
В июне 1997 года были расформированы город Шанцю, уезд Шанцю и округ Шанцю, и был образован городской округ Шанцю.

## Административное деление
Уезд делится на 8 посёлков и 12 волостей.